# 成山 (道光壬辰进士)
成山（1791年—？），郭氏，字屏临，号进齋，满洲正蓝旗人。清朝政治人物、進士出身。
道光八年戊子恩科举人，十二年壬辰恩科进士。道光二十四年，接替吉珩，擔任熱河道（道光二十七年圖璧接任）。父亲多隆武是乾隆已卯科举人，曾任四川保宁同知，胞兄常山是乾隆已酉科举人，曾任广东惠州知府等职。